# 이심바이스키군

이심바이스키군의 위치

이심바이스키군(러시아어: Ишимбайский район, 바시키르어: Ишембай районы)은 바시키르 공화국에 위치한 군이다. 벨라야강이 군을 통과해서 흐른다. 1930년에 설치되었고 면적은 4,006 km2이다. 중심지는 이심바이이고 인구는 2만4,800명이다. 84개의 마을이 위치해 있다. 1인당 인구 밀도는 1 km2당 6명이다. 페트롭스코예(НПетровское), 노보압티코보(Новоаптиково), 아흐메로보(Ахмерово)가 주요 마을이다. 바시키르인와 러시아인이 거주하고 있다.
동쪽 지역은 우랄산맥이 위치해 있다. 신문은 «보스호트(Восход)»(러시아어로 발간)와 «토라타우(Торатау)»(바시키르어로 발간)가 발간되어 있다. 서쪽 지역은 프리벨스카야우발리스토볼니스타야고원(Прибельская увалисто-волнистая равнина)이 위치해 있다. 숲의 면적은 252,600km(군 면적의 63.1%를 차지)이다. 서쪽 지역을 벨라야강, 동쪽 지역을 지간강, 일부 지역을 시카자강, 랴우자크강, 셀레우크강, 타이루크강, 토르강이 흐른다.